# میاکو ماتسوموتو
میاکو ماتسوموتو (انگلیسی: Miyako Matsumoto؛ زادهٔ ۱۱ آوریل ۱۹۸۵) بازیگر، و کشتی‌گیر کشتی حرفه‌ای اهل ژاپن است.